# CJD Christophorusschule Rostock
Die CJD Christophorusschule Rostock ist eine vom Christlichen Jugenddorfwerk Deutschlands getragene, staatlich anerkannte Ersatzschule in Rostock. Sie besteht aus einem Gymnasium und einer Grundschule. Die Schule hat rund 1500 Schüler im Gymnasium, von denen etwa 60 im angeschlossenen Internat wohnen. 180 Schüler besuchen die Grundschule. Die Christophorusschule Rostock hat einen Förderzweig für Hochbegabte, einen Zweig für Leistungssportler und einen Förderzweig für Jungstudierende der HMT im Aufbau. Für besondere Aufgaben stehen eine Schulsozialarbeiterin und eine Kraft für den sonderpädagogischen Bereich zur Verfügung. Durch die Zugehörigkeit zum CJD ist die Schule christlich ausgerichtet, Religion ist Pflichtfach. Im Rahmen des Wahlpflichtunterrichts beziehungsweise Kursunterrichts kann Philosophie zusätzlich ab Klasse 7 gewählt werden. Die Christophorusschule Rostock ist eine Ganztagsschule.

## Geschichte

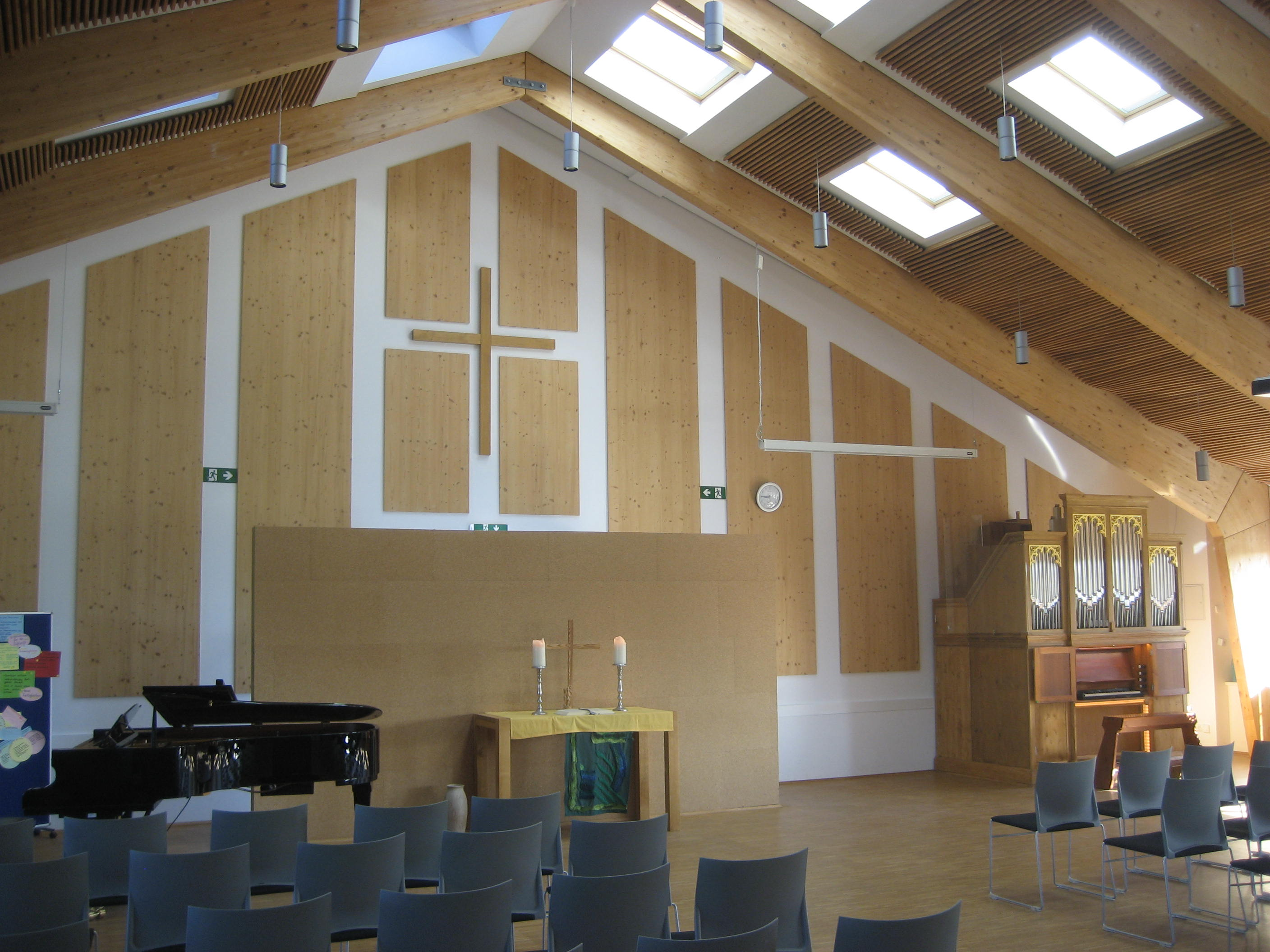
Christophorussal der CJD Christophorusschule Rostock

Die Christophorusschule Rostock entstand 1991. Damals wurden die Kinder- und Jugendsportschule und die als Spezialschule mathematisch-naturwissenschaftlich-technischer Richtung ausgerichtete Albert-Einstein-Schule vom CJD übernommen und zusammengeführt. Erster Schulleiter war Burghard Eichholz, seit 1993 war Pastor Konrad Frenzel in diesem Amt, bis er 2010 in den Ruhestand verabschiedet wurde und Jan-Dirk Zimmermann ihm nachfolgte. Zum Februar 2013 wurde Burghard Eichholz erneut Schulleiter bis Steffen Kästner im August 2013 übernahm.
Der Internatsleiter Bernd Kilian wurde 2005 von Moritz Bethe abgelöst, der 2011 durch Johannes Beykirch ersetzt wurde.
Gegenwärtig (2022) wird das Internat von Antje Pedde geleitet. In der im Jahr 2002 gegründeten Grundschule war Steffi Wolf bis 2016 die Schulleiterin, gegenwärtig (2022) ist es Sibylle Krohn.
Der gesamte Gymnasialzweig wird in zwei Gebäuden unterrichtet:
- Haus 1, ein Gebäude der ehemaligen Kinder- und Jugendsportschule aus dem Jahr 1959, das im Jahr 2000 komplett saniert und 2010 durch eine Bibliothek, Seminarräume und Übungsräume für Solisten der Musikschule im Dachstuhl ergänzt wurde.
- Haus 2, ein Neubau (Fertigstellung 2000) mit Fachräumen für die Bereiche Biologie, Chemie, Physik und Informatik, einem Hörsaal, sowie normalen Klassenräumen für Sekundarstufe I und II. Somit stehen insgesamt 45 Unterrichtsräume für Schüler ab der fünften Klasse zur Verfügung. Dieses Gebäude wurde 2014 um 8 Klassenräume und einen Projektraum (Christophorussaal) erweitert.

Der Grundschulteil wurde 2002 auf dem benachbarten Gelände einer ehemaligen polytechnischen Oberschule eröffnet.
2004 wurde der Bau der neuen Mensa, die auch als Forum für Theateraufführungen, Schülerkonzerte und weitere schulische Veranstaltungen genutzt wird, abgeschlossen. Vorher haben die Schüler in zwei verschiedenen Gebäuden zu Mittag gegessen. Dazu gehörte neben dem Internat auch eine baufällige Baracke.
Zur Ergänzung der Turnhalle wurden 2007 Außensportanlagen (100-Meter-Bahn, Weitsprunggrube, Tartanplatz, Beachvolleyballfeld) auf dem Schulgelände gebaut und eröffnet. Eine weitere Turnhalle befindet sich gegenwärtig (2022) im Bau.
Weiterhin wurde 2018 die Sanierung des Internatsgebäudes abgeschlossen; dazu gehörte der Neubau einer Cafeteria, die Teil des Internatsgebäudes ist und ebenfalls 2018 eingeweiht wurde. Geplant ist weiterhin eine Umgestaltung des Schulhofs. 
Der 2014 fertiggestellte Christophorussaal in Haus 2 dient außerdem als Aula wie auch als Sakralraum. Er enthält an seiner Stirnseite einen Altar als liturgisches Zentrum, der dem Kirchenjahr entsprechend mit Paramenten geschmückt ist. Zur Ausstattung gehören ferner ein Konzertflügel sowie eine 2022 eingeweihte Orgel. Bei dieser handelt es sich um ein historisches Instrument, das 1874 für die Dorfkirche in Zaschwitz bei Halle durch den Orgelbauer August Ferdinand Wäldner erbaut worden war. Diese Kirche ist 1966 aufgegeben worden; das seitdem funktionslos dem Verfall überlassene Instrument konnte in Teilen gerettet werden. Diese Teile konnten erworben werden; aus ihnen wurde in den Jahren 2021/22 durch die Rostocker Werkstatt für historische Tasteninstrumente Johann-Gottfried Schmidt die historische Orgel mit sieben Registern rekonstruiert und restauriert. Diese Restaurierung wurde auf der Basis von Pfeifenpatenschaften finanziert. Es ist die gegenwärtig (2022) einzige Schulorgel in Mecklenburg-Vorpommern. Die Klassen 5 bis 7 feiern im Christophorussaal einmal im Monat eine Andacht, die musikalisch an der Orgel und dem Flügel begleitet wird. Beide Instrumente dienen darüber hinaus dem Unterricht sowie zum Üben für musikalisch interessierte Schüler, außerdem kommen sie mehrmals im Jahr in Konzerten zum Einsatz.
Die Schule hält über die Andachten hinaus mehrere Schulgottesdienste im Jahr. Diese wie auch die Andachten werden durch ein Team verantwortet, das seit dem Sommer 2022 durch den Schulpastor Stephan Fey geleitet wird. Alle Schüler nehmen im Verlauf eines Schuljahres an mindestens einem Gottesdienst teil. Der Schulpastor steht in seiner Funktion auch als Seelsorger zur Verfügung.

## Lage
Die Schule liegt im Rostocker Ortsteil Gartenstadt-Stadtweide im Groß Schwaßer Weg 11, südlich von Reutershagen. In der Nähe befinden sich das Ostseestadion und die Neptun-Schwimmhalle.

## Struktur

### Grundschule
Die vierjährige Grundschule des Jugenddorfs ist dreizügig. Sie besteht aus Grundschule und Hort und betreut die Schüler von 6.30 bis 17.00 Uhr, mit festem Unterrichtsbeginn um 7.45 Uhr. Nach dem Mittagessen in der Mensa wird der Tag mit einer pädagogisch betreuten Hausaufgabenzeit, Kursangeboten und freiem Spiel fortgesetzt. Für einen festen Zusammenhalt sorgen festgelegte Rituale wie regelmäßige Andachten, Morgenkreise und Abschlussrunden.
Der Unterricht im Vormittagsbereich ist in drei Blöcke (je zweimal 45 Minuten) eingeteilt. Zwischen den Blöcken sind längere Pausen für ein gemeinsames Frühstück und Entspannung eingerichtet. Die Zeiten der längeren Pausen sind zwar verbindlich, auf eine Schulklingel wird aber dennoch verzichtet, um sich der Leistungskurve und Konzentration der Schüler und der aktuellen Unterrichtssituation anzupassen. Nach Möglichkeit liegen weniger anstrengende Fächer, wie Musik, Kunst, Werken, Sport, Schwimmen und Darstellendes Spiel im letzten Block des Tages.
Die Grundschule stützt sich auf die Rahmenbedingungen und die schulgesetzlichen Bestimmungen des Landes Mecklenburg-Vorpommern, weist jedoch einige Ausnahmen auf:
- eine erhöhte Stundenanzahl im Fach Deutsch und in den musischen bzw. kreativitätsfördernden Fächern
- verbindlicher Religionsunterricht
- Fremdsprachenunterricht ab der 2. Klasse
- Darstellendes Spiel als Unterrichtsfach
- Tanzen und Yoga
- Experimentieren und Musiktheorie in der 4. Jahrgangsstufe

### G8-Zweig
Es gibt an der Christophorusschule Rostock bereits seit der Gründung einen achtjährigen Gymnasialzweig. Normalerweise besuchen die Schüler das Gymnasium acht Jahre, die Schüler der Sportlerklasse in der Regel neun Jahre.

#### Orientierungsstufe
An der Christophorusschule Rostock ist es ohne besondere Voraussetzungen möglich, das Gymnasium bereits ab der 5. Klasse zu besuchen. Mit einer maximalen Klassenstärke von 24 Schülern werden Erlebnisse des Wochenendes im wöchentlichen Morgenkreis mit den Mitschülern geteilt. Neben dem normalen Unterricht wird in Projekten Wissen zum Thema Verkehr und Gesundheit vermittelt. Durch Wahlpflichtunterricht, Zusammenarbeit mit Sportclubs und der Deutschen Gesellschaft für das hochbegabte Kind (DGhK) sind eine allseitige Förderung und ein späterer Wechsel in die anderen Zweige möglich. Mit der Individuellen Lernzeit (ILZ), die als festes Fach mit einer Wochenstunde unterrichtet und von den Klassenleitern verantwortet wird, werden Lern- und Arbeitstechniken vermittelt, Defizite ausgeglichen und Hausaufgaben sowie die Vorbereitung auf schriftliche Arbeiten betreut.
Ein umfangreiches Angebot an Arbeitsgemeinschaften steht den Schülern über den Unterricht hinaus zur Verfügung. Es umfasst die Themen Keramik, Imkern, Darstellendes Spiel, Musical, digitale Bildbearbeitung und die Arbeit im Schülerforschungszentrum.
Jährlich unternehmen alle fünften Klassen eine gemeinsame Fahrt ins Schloss Boitzenburg. Während dieser Klassenfahrtswoche findet in der sechsten Klasse Projektunterricht statt.

#### Sekundarstufe I
Mit dem Eintritt in die siebte Klasse beginnt der Unterricht der zweiten Fremdsprache (Latein, Französisch, Russisch und Spanisch). In Klasse 7 und 8 umfasst der Wahlunterricht (WU) eine Unterrichtsstunde pro Woche, angeboten werden: Darstellendes Spiel, Keramik, Modellbau, Politik, Popchor und Geschichte der Popmusik, Mit Grafik programmieren lernen (TI) und Von Pixelgrafik bis 3D (TI). Schüler mit Lese-/Rechtschreibschwäche (LRS) können während des WUs alternativ auch am Förderunterricht Deutsch oder Englisch teilnehmen.
Mit dem Eintritt in die neunte Klasse ist es möglich, mit Schwedisch eine dritte Fremdsprache als WU zu wählen. Alternativ hierzu besteht folgendes Angebot: Chemie, Christophoruschor, Darstellendes Spiel, Keramik, Mathematik, Technik/Informatik (Voraussetzung für die Belegung in der Oberstufe).
Während der Klassenfahrts- und Projektwoche unternehmen alle siebten Klassen gemeinsam eine Projektfahrt, die religionspädagogisch ausgerichtet ist; die achten Klassen machen eine Projektwoche zum Thema Prävention, die neunten Klassen machen eine Klassenfahrt mit selbst gesetztem Ziel und die zehnten Klassen berufsvorbereitende Projekttage in Zusammenarbeit mit dem BIZ sowie Projekttage zur Erstellung einer Facharbeit, die im Laufe des ersten Halbjahres fertiggestellt werden muss. Die Erarbeitung der Facharbeit wird in einem eigenen Facharbeitskurs pädagogisch begleitet. Die Vorstellung der Facharbeit soll möglichst in den Verlauf des jeweiligen Fachunterrichts eingebettet sein.
Am Ende der neunten Klasse wird ein zweiwöchiges Sozialpraktikum absolviert, das durch die Fachschaft Religion betreut wird. Das Sozialpraktikum wird mit einem Bericht abgeschlossen. Am Ende der zehnten Klasse muss ein zweiwöchiges Betriebspraktikum nach Vorbereitung durch den Sozialkunde-/AWT-Lehrer absolviert werden.

#### Sekundarstufe II
Mit dem Eintritt in die Oberstufe besteht die grundsätzliche Wahl zwischen dem sprachlichen (5 Wochenstunden (Wh) Deutsch, 4 Wh Mathematik) und naturwissenschaftlichen (5 Wh Mathematik, 4 Wh Deutsch) Zweig. Weiterhin sind die Fächer Geschichte (4 Wh), Englisch (5 Wh), Religion (2 Wh), Sport (2 Wh), sowie Musik oder Kunst (je 2 Wh) verpflichtend. Zusätzlich können als Hauptfach noch die 3 Naturwissenschaften (4/5 Wh), bis zu 2 weitere Fremdsprachen (Französisch, Latein und Russisch (je 5 Wh); Schwedisch und Spanisch (je 4 Wh)) und/oder Informatik gewählt werden. Weitere wählbare Fächer (je 2 Wh) sind: Musik oder Kunst, Geografie, Sozialkunde, Philosophie, Wirtschaft, Angewandte Wissenschaften, Darstellendes Spiel, Ensemblespiel (Christophoruschor).
In dem Fach Angewandte Wissenschaften kann mit Spezialisierung auf eine Naturwissenschaft eine Projektarbeit (z. B. Jugend forscht) entstehen, die als Besondere Lernleistung (BLL) eine der schriftlichen Abiturprüfungen ersetzt.
Schüler der Sekundarstufe zwei führen die Hausaufgabenbetreuung in der hauseigenen Bibliothek bei Schülern jüngerer Jahrgänge durch.

### Förderzweig für Leistungssportler

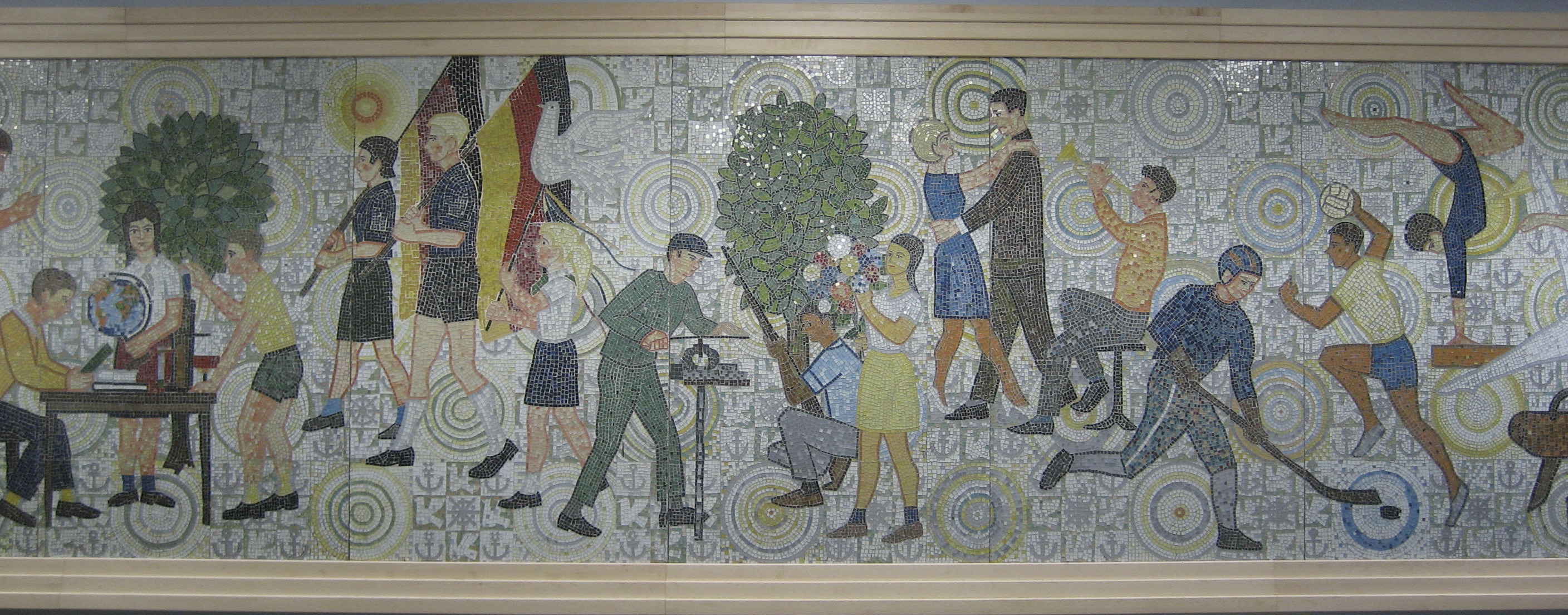
Mosaik-Wandbild in Haus 1 (Ausschnitt)

Die Christophorusschule Rostock hat in jeder Jahrgangsstufe zwei Sportlerklassen. Diese Klasse wird von Schülern besucht, die in den Jugendabteilungen der Rostocker Leistungssportvereine aktiv sind, vor allem von Short Trackern des ESV Turbine Rostock, Jugendspielern des HC Empor Rostock, Leichtathleten des 1. LAV Rostock, Fußballspielern des FC Hansa Rostock, Seglern, Ruderern, Schwimmern und Turmspringern.
Die Stundenpläne sind in Zusammenarbeit mit den Vereinen mit den Trainingsplänen so in Einklang gebracht worden, dass es den Schülern möglich ist, bereits am Vormittag zu trainieren:
- Jahrgangsstufe 5–7: zwei Doppelstunden Vormittagstraining & eine Stunde Sport im Klassenverband
- Jahrgangsstufe 8–10: drei Doppelstunden Vormittagstraining
- Jahrgangsstufe 11–13 (Oberstufe): vier Doppelstunden Vormittagstraining, sowie eine Schullaufzeitstreckung von zwei auf drei Jahre (Abschluss: Allgemeine Hochschulreife)

Sport und Sporttheorie werden zusammengefasst für Schüler dieses Zweigs in der Oberstufe zum Hauptfach (ärztliche Unbedenklichkeitsbescheinigung nötig).

### Förderzweig für Hochbegabte
Die Christophorusschule Rostock hat in jeder Jahrgangsstufe ab Klasse 5 eine Hochbegabtenklasse. Bewerber für den Hochbegabtenzweig werden ab der fünften Klasse nach einem Intelligenz-Struktur-Test zu einer Probewoche eingeladen, nach der von den Lehrkräften und dem Schulpsychologen entschieden wird, ob ein Besuch der Hochbegabtenklasse möglich ist. Gleichzeitig dient die Probewoche für Schüler, die nicht in Rostock wohnen und in die neunte Jahrgangsstufe oder später einsteigen, auch dazu, das Leben im Internat kennenzulernen.
Hochbegabte sollen in der Förderklasse vor allem durch Vertiefung der Themenbereiche gefördert werden. Eine weitere Besonderheit ist Unterricht in Projektform, in dem beispielsweise umfangreichere naturwissenschaftliche Experimente durchgeführt werden können, als das normalerweise der Fall wäre. Diese Projekte können auch fächerübergreifend sein. Die Stundenzahl ist höher als in normalen Klassen. Um die Wissbegierigkeit der Hochbegabten zu stillen, wird mit der Universitätsbibliothek Rostock zusammengearbeitet, so dass ohne Vollendung des 18. Lebensjahres ein Besuch dieser möglich ist.
In der Oberstufe werden Schüler der Hochbegabtenklassen gemeinsam mit Schülern der anderen Klassen in Kurse eingeteilt. Es werden aber die Pflichtfächer Mathematik, Deutsch, Englisch, Geschichte, Religion und Sport weiter mit höherer Stundenzahl im Klassenverband unterrichtet. Derzeit machen die Hochbegabtenklassen nach acht Jahren am Gymnasium das Abitur, es gab in der Vergangenheit aber auch neunjährige Hochbegabtenklassen.

### Förderzweig für Musiker
In Zusammenarbeit mit der HMT Rostock werden Jungstudierende der Hochschule in die Leistungssportlerklassen aufgenommen. Während der Trainingszeiten im Vor- und Nachmittagsbereich der Klassenkameraden üben die Musikschüler und belegen Unterricht (theoretisch und praktisch) an der HMT Rostock.
Auch für Schüler des Musikzweiges wurde die Möglichkeit der Schulzeitstreckung von zwei auf drei Jahren in der Oberstufe geschaffen (Abschluss: Allgemeine Hochschulreife), dabei werden Musik und Musiktheorie zusammengefasst für Schüler dieses Zweigs in der Sekundarstufe II zum Hauptfach.

### Internat

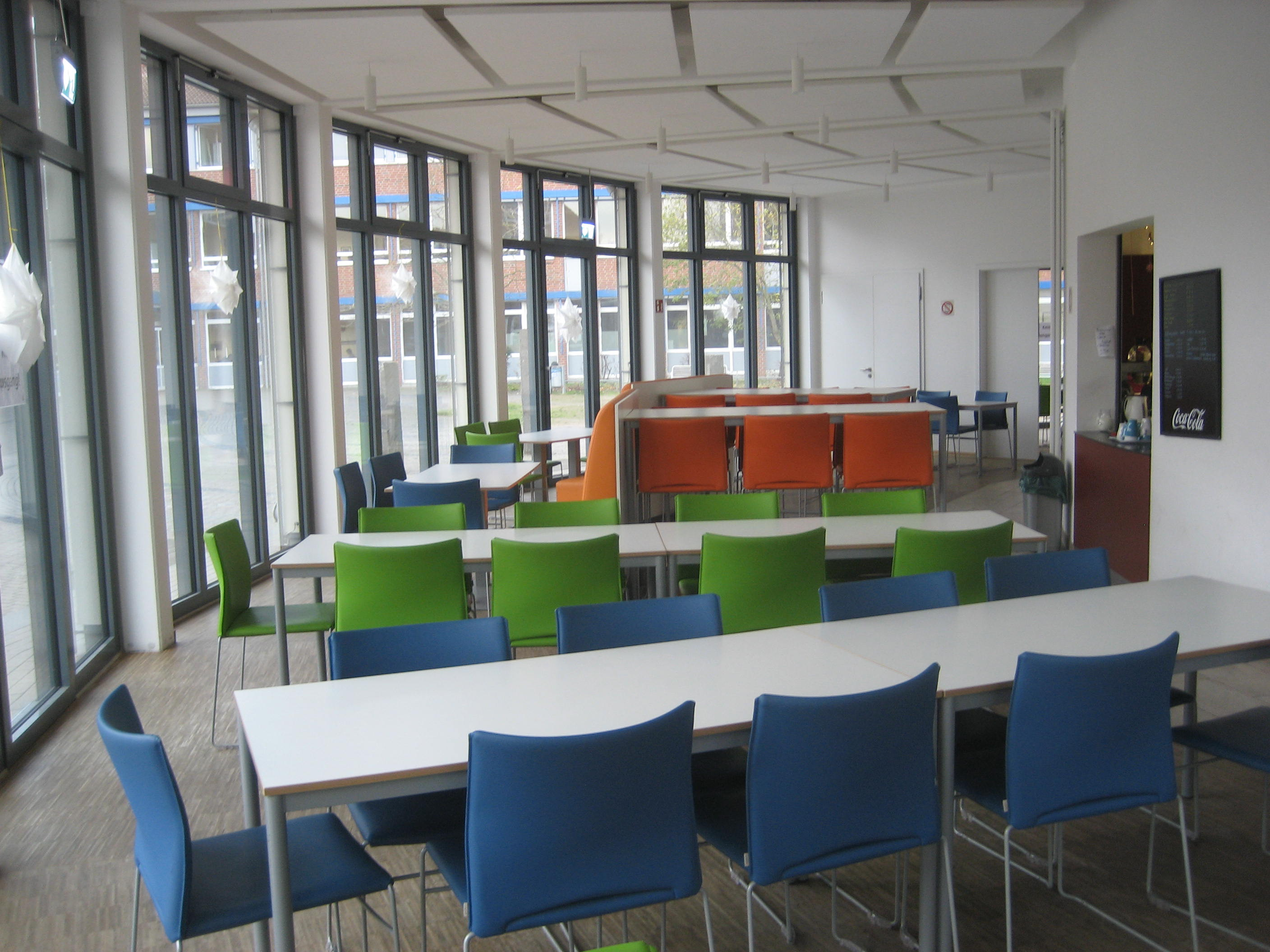
Cafeteria im Internat

Direkt auf dem Gelände des Jugenddorfs befindet sich das Internat der Christophorusschule Rostock. Auf drei der sechs Etagen werden bis zu 66 Schüler ab der siebten Jahrgangsstufe von insgesamt sechs pädagogischen Mitarbeitenden und einem Dual-Studierenden betreut. Zum Ende des Schuljahres 2010/11 verließ der vormalige Internatsleiter Moritz Bethe das Jugenddorf, die Leitung wurde vom bisherigen Stellvertreter Johannes Beykirch übernommen. Im Jahr 2017 kam Antje Pedde als neue Leiterin ins Team.
In der ersten Etage des Internatgebäudes befinden sich neben der Verwaltung die Arbeitsbereiche der Schulsozialpädagogin und Sonderpädagogin sowie das Büro des Schulpastors.
Das Internat bietet viel Platz für Gemeinschaft: einen Fernsehraum, einen Lernraum, einen Beamerraum und einen Billardraum. In jeder Etage gibt es eine Etagenküche.
Frühstück, Kaffee und Abendbrot werden zu festen Zeiten in der Cafeteria im Erdgeschoss gemeinsam eingenommen. Für Mitarbeiter und Gäste des CJD steht hier auch ein Mittagstisch bereit, während die Internatsschüler mit den anderen Schülern in der Mensa von einem Catering-Service im Forum des Campus versorgt werden. Außerdem besteht jederzeit die Möglichkeit, in einer der Etagenküchen selbst zu kochen.
Über das Jahr verteilt gibt es im Internat verschiedene Feste und Aktivitäten, dazu gehören Willkommensfest, Weihnachtsfeier, Sommerabschlussfest sowie allabendliche Angebote im Haus. 
Um das Internat kennenzulernen, gibt es die Möglichkeit eine Probewoche zu absolvieren. Dies ist natürlich am günstigsten, wenn normaler Schulbetrieb ist oder wenn bei Sportlern Training stattfindet.
Die Schüler des Internats wählen jährlich einen neuen Internatsrat, der ihre Interessen an die Internats- bzw. Schulleitung weiterreicht. Der Internatsrat setzt sich aus Etagensprechern zusammen, die zu Beginn eines jeden Schuljahres während der ersten Etagenabende gewählt werden.

### Weitere Strukturelemente

#### Schülervertretung
Seit 2015 arbeitet die Schülervertretung verstärkt, um die Schüler und ihre Interessen zu vertreten. Alle zwei Jahre wird von allen Klassensprechern die Wahl der Schülervertretung sowie die des Schülersprechers durchgeführt. Das Ziel ist, es eine möglichst gute Zusammenarbeit zwischen Lehrern, Eltern, Schulleitung und den Schülern zu vermitteln. Zusammengesetzt wird dieses Organ aus 12 Mitgliedern, die aus allen Jahrgangsstufen kommen. Darunter befinden sich der Internatssprecher, der intern gewählte Vorstand sowie der Schulsprecher und dessen Stellvertreter. Informationen können die Schüler auf der Website der Schülervertretung und in einem Schaukasten im zweiten Stock des zweiten Hauses finden. Fragen und Anregungen können diese in einem Briefkasten vor dem Lehrerzimmer hinterlegt werden.

#### Schulelternrat (SER)
Der SchulElternRat (SER) bildet die Vermittlung zwischen Schulleitung, Grundschule, Schülervertretung und Eltern. Alle zwei Jahre werden aus der Gesamtelternratsversammlung acht Mitglieder in den SER gewählt.

#### Christophorus Schulverein Rostock e. V. (CSV)
Der Christophorus Schulverein Rostock e. V. wurde 1992 ins Vereinsregister des Amtsgerichts Rostock eingetragen. Am 2. Mai 2008 wurde der Verein erneut in die Liste gemeinnütziger Einrichtungen für die Zuwendung von Geldbeträgen beim Oberlandesgericht Rostock aufgenommen. Ziel des Vereins ist es vorrangig am CJD Rostock Bildung und Erziehung zu fördern sowie die Jugendpflege und -fürsorge. Mitglied im Verein können auch schulfremde Personen werden, für sie gelten die jeweils gleichen Mitgliedsbeiträge.

## Angebote

### Förderung von Legasthenikern
Legastheniker werden an der Christophorusschule Rostock in Zusammenarbeit mit dem Schulpsychologen integrativ in der Orientierungsstufe gefördert.

### Fremdsprachen
Die Christophorusschule Rostock bietet ab der fünften Klasse Englischunterricht an, ab der siebten Klasse Französisch, Russisch, Latein und Spanisch. Weitere Sprachen können im Rahmen von Arbeitsgemeinschaften und im Wahlpflichtunterricht ab der neunten Klasse (Schwedisch) erlernt werden. Fremdsprachen, die im Wahlpflichtunterricht erlernt wurden, können in Sekundarstufe II vertieft und in der Abiturgesamtnote als Hauptfach eingebracht werden.
In der Probezeit für hochbegabte Schüler wird zur Beurteilung der allgemeinen sprachlichen Fähigkeiten jedes Jahr eine andere Sprache unterrichtet, zum Beispiel Japanisch, Sanskrit, Portugiesisch, Hebräisch oder Schwedisch.

### Arbeitsgemeinschaften (AGs)
Unter den zu einem großen Teil von Schülern geleiteten Arbeitsgemeinschaften sind neben diversen Sportangeboten auch Arbeitsgemeinschaften aus unterschiedlichen Bereichen der Informatik, Japanisch, Schwedisch, mehrere Theatergruppen, eine Politik-AG und eine Technik-AG. Insgesamt werden über 30 Arbeitsgemeinschaften angeboten.
Nachdem über Jahre hinweg keine Schülerzeitung am CJD existierte, weil sowohl die Chaos als auch der Horst wegen eines Mangels an Redakteuren eingestellt wurden, gab es seit dem Juni 2011 mit dem Toaster wieder eine Schülerzeitung. Aufgrund des raschen Ausscheidens der älteren Schüler durch das Abitur sind die Redaktionsbesetzungen einer Schülerzeitung kurzlebig.

### Internetnutzung

#### Online-Notenverwaltung
Seit 2004 nutzt die Christophorusschule Rostock das Online-Notenverwaltungssystem ChrISys, das von Schülern der 12. und 13. Klassen entwickelt wurde. Hier werden Noten durch Lehrer eingetragen, sodass Schüler und Eltern über einen passwortgeschützten Zugang einen Überblick über den derzeitigen Leistungsstand im anonymen Vergleich mit den Klassenkameraden erhalten. Zusätzlich werden die Durchschnitte aus den unterschiedlich gewichteten Noten berechnet.
Seit dem Schuljahr 2020/2021 ist die Schule auf den Dienst FuxNoten umgestiegen, sodass ChrISys nicht weiter genutzt wird. Seither ist ein anonymer Vergleich mit den Mitschülern nicht mehr möglich.

#### Vertretungsplan
Am CJD Rostock wird der Stunden- und Vertretungsplan regelmäßig und teilweise auch kurzfristig aktualisiert. Dies geschieht über die WebUntis Plattform, welche durch die Schüler auf den privaten Endgeräten oder einen der beiden Computer in den Foyers der beiden Häuser abgerufen werden kann. So kann kurzfristig über Ausfälle und Änderungen auch am Nachmittag informiert oder eine Raumänderung am selben Tag eingesehen werden.

#### Kommunikation
Seit Beginn der durch die COVID-19-Pandemie in Deutschland verursachten Schulschließung im März 2020 greift die Schule vermehrt auf den Instant-Messaging-Dienst WebUntis Messenger zurück, um eine unkomplizierte Kommunikation zwischen Lehrer und Schülern aufrechtzuerhalten.

#### Alumni-Portal
Das Alumni-Portal der Christophorusschule Rostock dient bisher über 300 Abiturienten und Ehemaligen der Schule zum Kontakterhalt mit dem Jugenddorf. Es werden auf der exklusiven Plattform Informationen und Neuigkeiten zum CJD Rostock mitgeteilt. Außerdem soll das Portal helfen Klassen- und Jahrgangstreffen zu organisieren.

#### Weblogs
- Auf ihrem Blog stellt die Schülervertretung bevorstehende Ereignisse sowie seine eigene Arbeit vor.[17]
- Der BiboBlog veröffentlicht Aktuelles aus dem Schulgeschehen.

#### Lernplattformen
Das CJD Rostock testete bereits vor den pandemiebedingten Schulschließungen die Nutzung von Lernplattformen wie lo-net² und Moodle, um das Arbeitsklima der Schüler zu verbessern.
Seit dem Distanzunterricht wurde die Nutzung der Lernplattform Moodle bedeutend erhöht. Diese wurde als primäres Kommunikationsmittel zwischen Lehrern und Schülern in dieser Zeit genutzt, wobei der WebUntis Messenger ebenfalls zur Verfügung stand. Seither wird die Nutzung je nach Lehrkraft auch im Präsenzunterricht weiter ausgebaut, so lassen diese etwa Lehrmaterial (Folien, Arbeitsblätter, Kopien usw.) über das Internet den Schülern zukommen.

## Bekannte ehemalige Schüler
Zu den bekannten ehemaligen Schülern des Leistungssportzweiges gehören:
- Carsten Jancker, Fußballspieler (bis 1991)
- Steffi Nerius, Leichtathletin (bis 1991)
- Peggy Büchse, Schwimmerin (bis 1993)
- Annika Walter, Wasserspringerin (bis 1996)
- Britta Kamrau, Schwimmerin (bis 1998)
- Frank Sander, Wasserspringer (bis 2000)
- André Greipel, Radrennfahrer (bis 2001)
- Marco Vorbeck, Fußballspieler (bis 2001)
- Tim Sebastian, Fußballspieler (bis 2003)
- Janka Simowitsch, Pianistin (bis 2003)
- Willi Mathiszik, Leichtathletik (bis 2004)
- Kai Bülow, Fußballspieler (bis 2005)
- Tobias Jänicke, Fußballspieler (bis 2008)
- Tom Buschke, Fußballspieler (bis 2008)
- Felix Kroos, Fußballspieler (bis 2009)
- Kevin Müller, Fußballspieler (bis 2010)
- Pelle Jensen, Fußballspieler (bis 2011)
- Tom Weilandt, Fußballspieler (bis 2011)
- Hannah Etzold, Fußballspielerin
- Just Lucy, bürgerlich Lea Heilmann, Pornodarstellerin

## Auszeichnungen
- Die Christophorusschule Rostock ist Eliteschule des Sports und Eliteschule des Fußballs.[19]
- Mitglied im Netzwerk MINT-EC.[20]
- Beim Siemens Award 2006 als beste Schule Deutschlands im Bereich der mathematisch-naturwissenschaftlichen Fächer ausgezeichnet.[21]
- Eine der zehn besten Schulen bei einer Schulklima-Untersuchung der Universität Potsdam.[21]
- Standort für die Sommerakademie der Deutschen Schülerakademie.
- Schüler der Christophorusschule belegen regelmäßig vordere Plätze bei Jugend Forscht, Mathematik-Olympiaden und Chemie-Olympiaden.[21][22]
- 2013 gewann die 7e die Quizshow „Die beste Klasse Deutschlands“.